# Rue du Bât-d'Argent
La rue du Bât-d'Argent est une voie du quartier des Terreaux dans le 1er arrondissement de Lyon, en France. Elle tire son origine de la présence d'une enseigne en argent d'un commerce en rapport avec le métier de bâtier ou de bourrelier. La rue longe notamment le collège-lycée Ampère.

## Situation
Elle débute perpendiculairement à la rue du Président-Édouard-Herriot pour se terminer sur le quai Jean-Moulin. La rue Commarmot se termine sur cette voie.

## Origine du nom
Elle reçut son nom actuel en référence au métier de bourrelier ou bâtier, nom qui provient de l'enseigne en argent d'un commerce alors situé au numéro 11 ou 17 de la rue,,,.

## Histoire
La rue a été initialement nommée rue du Pet Étroit (également orthographié Pet Estroit, nom déjà attesté en 1350) en raison de son étroitesse et son odeur fétide, puis rue du Pas Étroit (ou Étrée, selon une autre source) au XVIIe siècle.

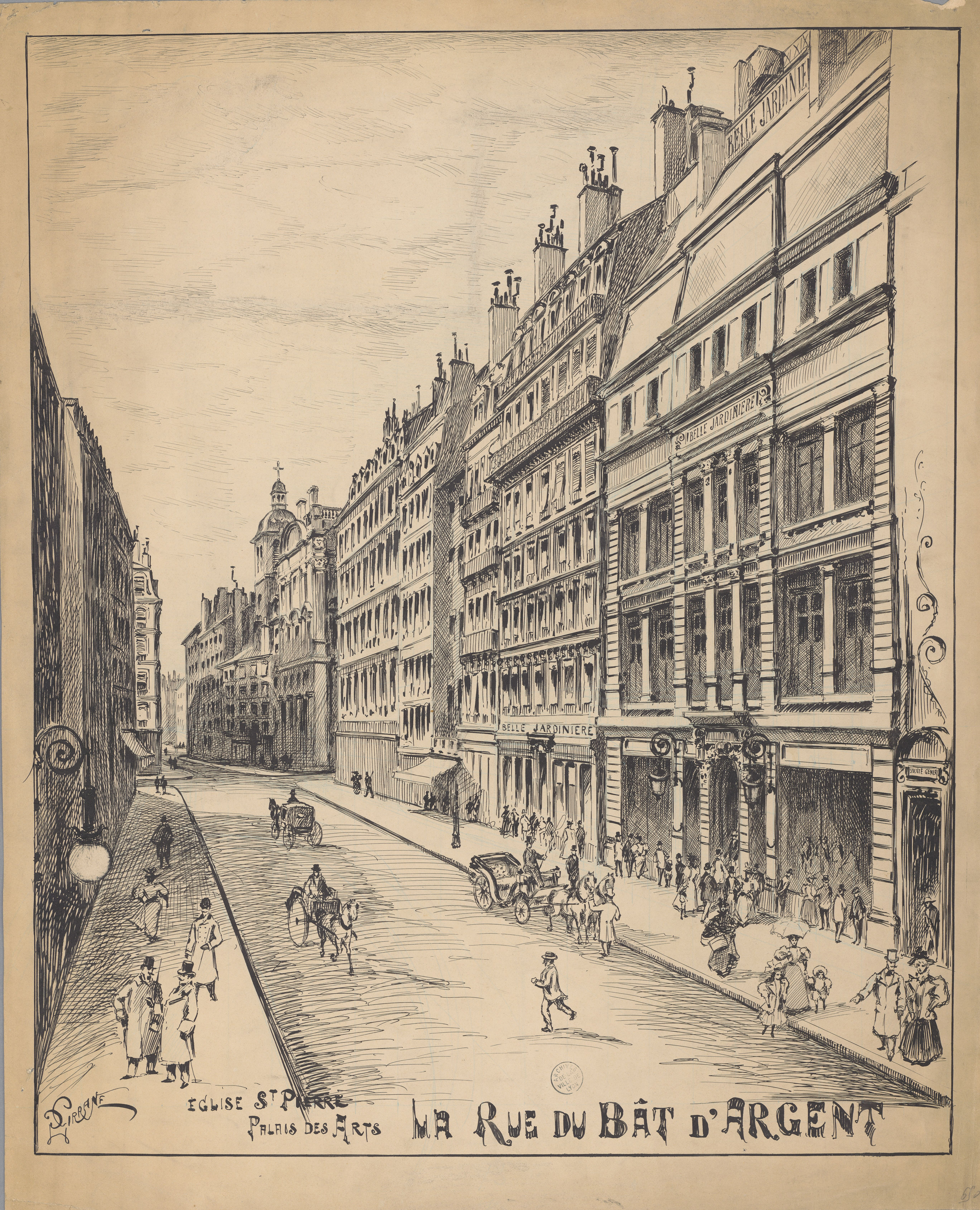
gravure de la rue par Gustave Girrane en 1895.

La rue a été créée à la fin du Moyen Âge, et en 1793, le Club des Jacobins y tenait ses réunions dans la partie nord. La section de la rue comprise entre la rue du Garet et le quai a été ouverte en 1551. En 1827, neuf métiers à tisser étaient encore dans la rue. La ville de Lyon acheta plusieurs immeubles entre 1844 et 1883 afin d'élargir la rue et de modifier les abords directs. Les hospices du numéro 13 furent achetés pour la somme de 210 000 francs en 1859. En 1890, le Laboratoire municipal de Slaughter, utilisé pour les vaccinations publiques, s'est installé au numéro 21. Au numéro 8, à l'angle avec la rue de la Republique, le restaurant du fabricant de chocolat Casati fut détruit en 1894, lors de l'assassinat de Sadi Carnot.
Au bout de la rue, vers le quai, il y avait une voute de communication entre le collège et la maison à l'angle nord de la rue. Tous deux étaient reliés par la salle de jeu du collège, qui est devenue en 1793 le Club Central. Quant à la voûte, elle a été démolie.
La papillote a été créée dans cette rue par un apprenti pâtissier, dont le patron a été nommé Papillot, qui envoyait à sa fiancée des gourmandises enveloppées dans des lettres d'amour. Au XIXe siècle, la plupart des fabricants ou vendeurs de selles de la ville étaient installés dans cette rue.
Parmi les habitants historiques de la rue figurent le sculpteur Antoine Coysevox au XVIIe siècle, André-Marie Ampère et son épouse en 1800, Stendhal en 1837, les peintres Jean-Pierre Crolle et François Nolin (au XVIIIe siècle) et Alphonse Daudet.

## Architecture
La rue actuelle commence avec une section très large composée d'immeubles de quatre étages construits à la fin du XIXe siècle ; il reste encore une maison du XVIIIe siècle à l'intersection avec la rue de la Bourse. Déjà au XVIIIe siècle, l'habitation du numéro 18 était composée de différentes pièces ayant chacune leur propre fonction et les enfants avaient même leur propre chambre, ce qui était assez rare à l'époque.
Autrefois au numéro 2, à l'angle avec la rue du Président-Édouard-Herriot (alors rue de l'Hôtel-de-Ville) se trouvait la Vierge à l'enfant sculptée par Coysevox en 1676-77, laquelle est considérée comme un chef-d'œuvre baroque et conservée depuis 1771 dans l'église Saint-Nizier.

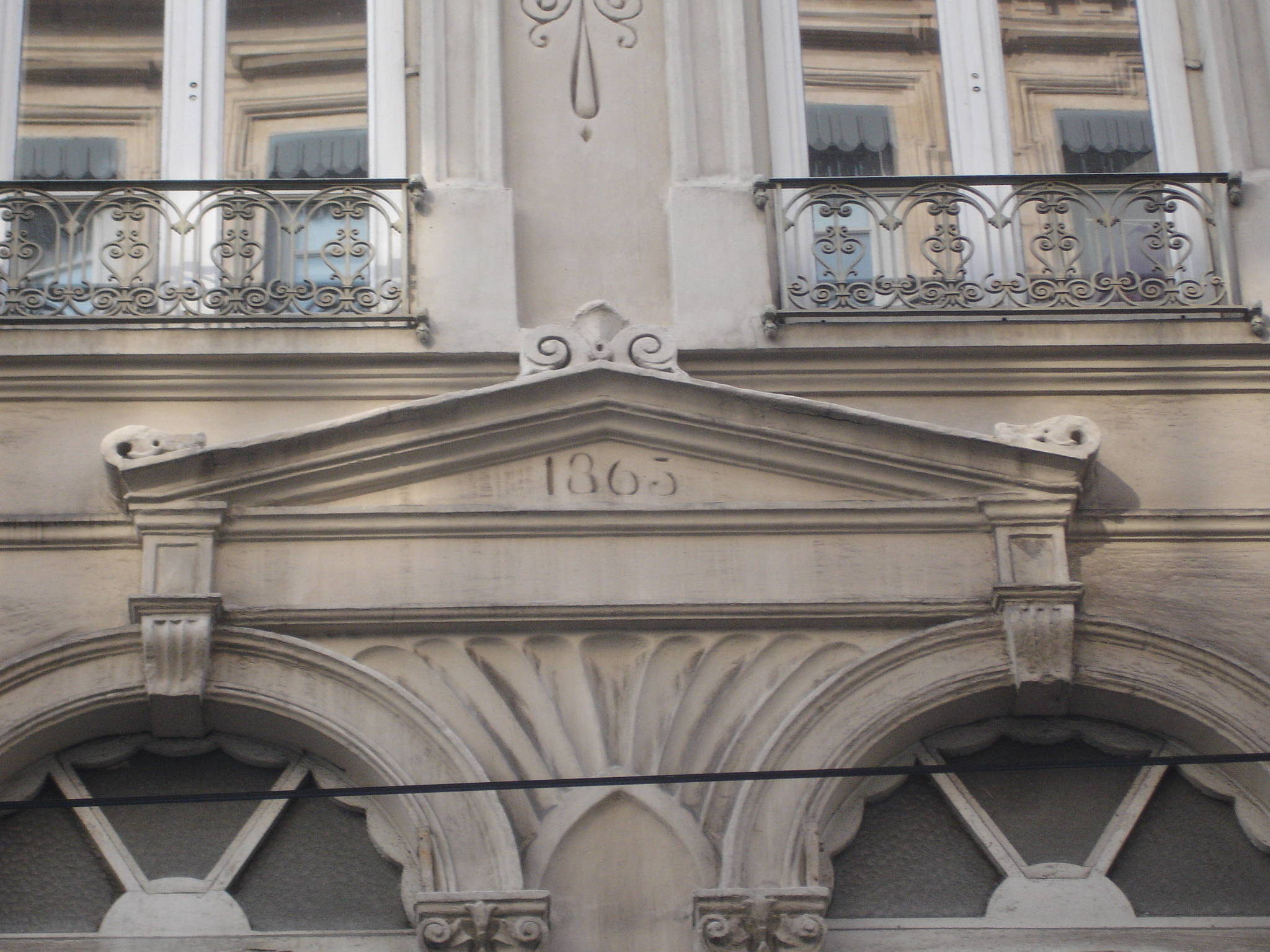
Fronton de 1865.
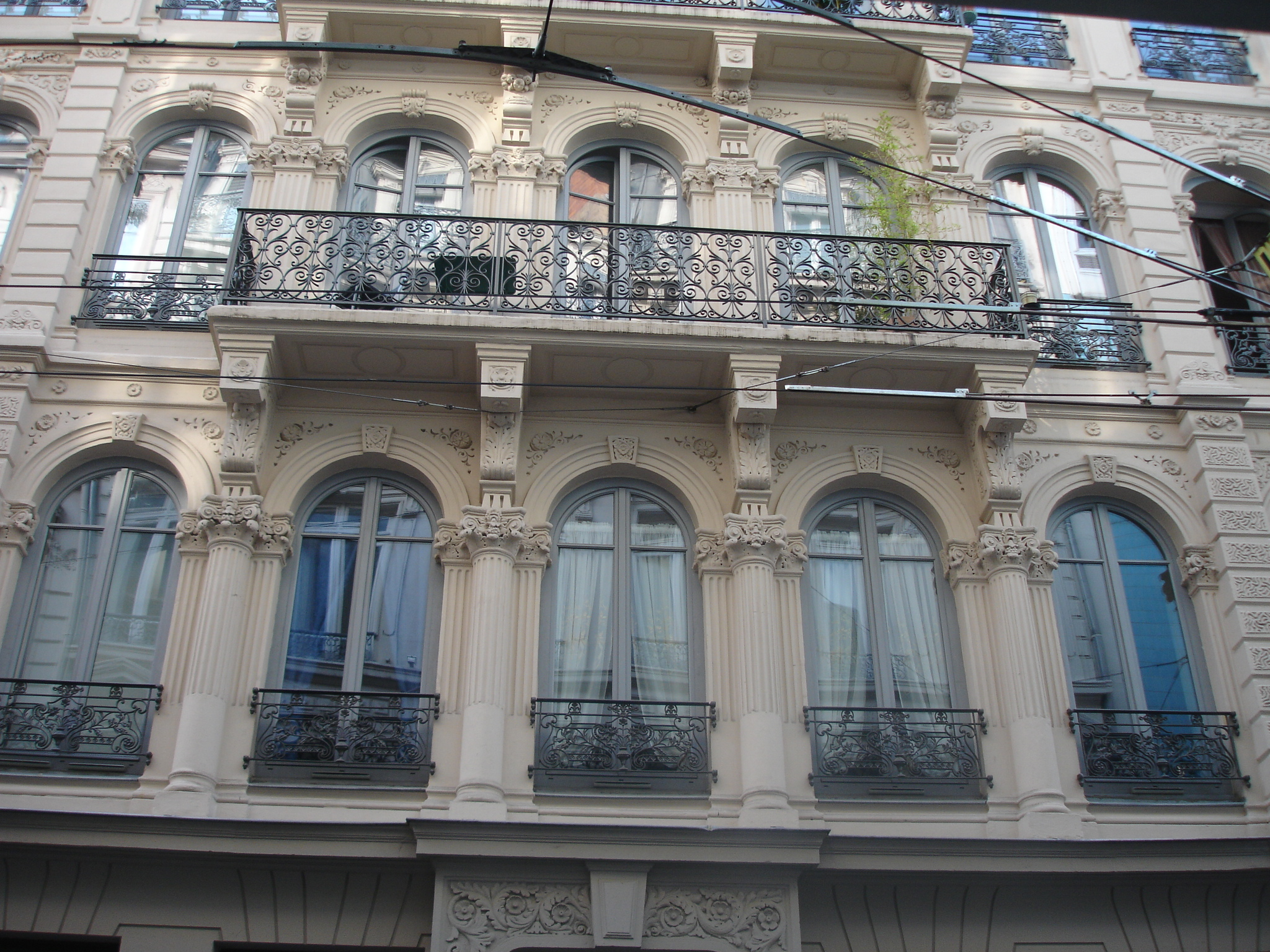
Immeuble à arcades.
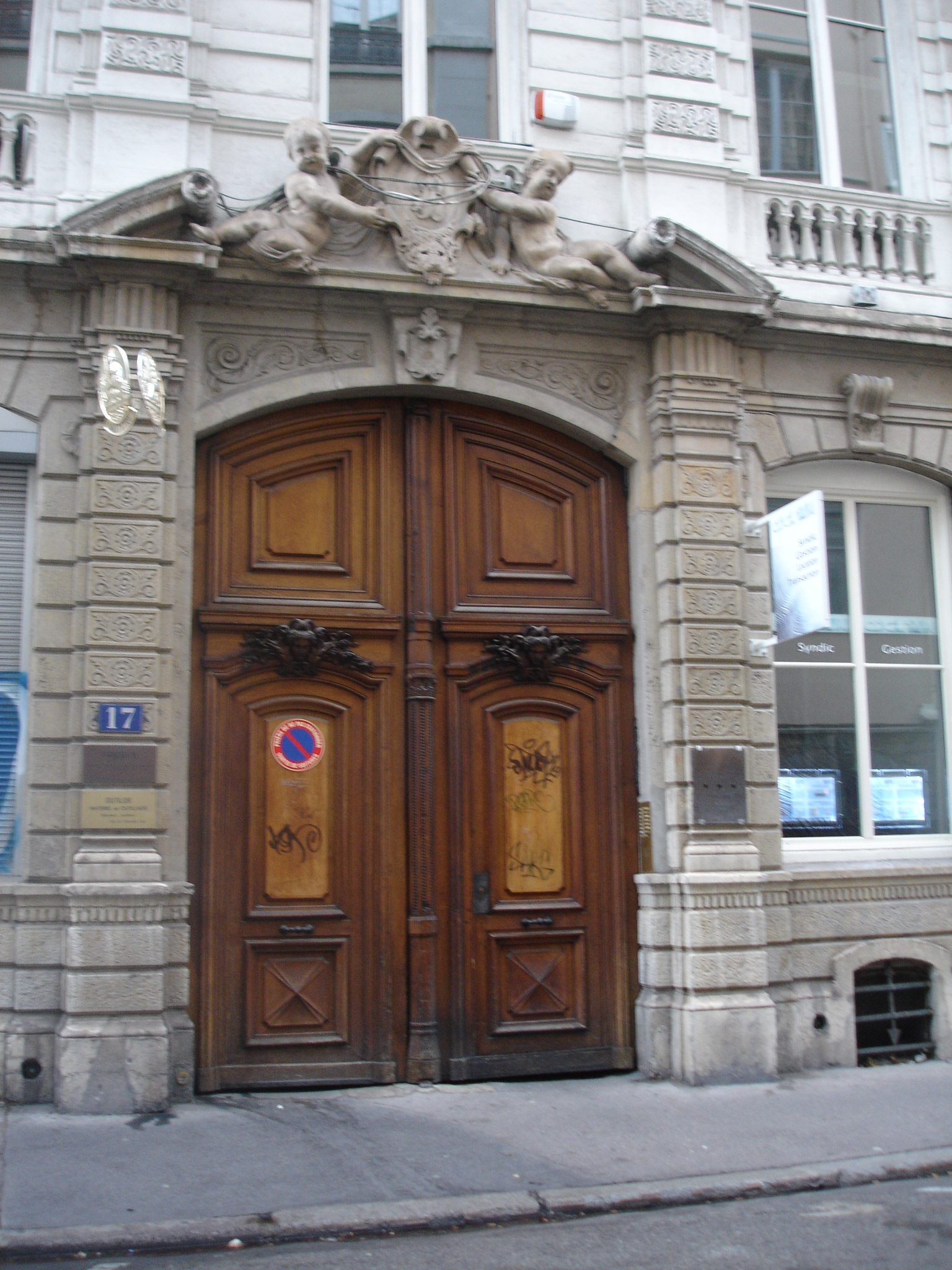
Immeuble XIXe siècle.
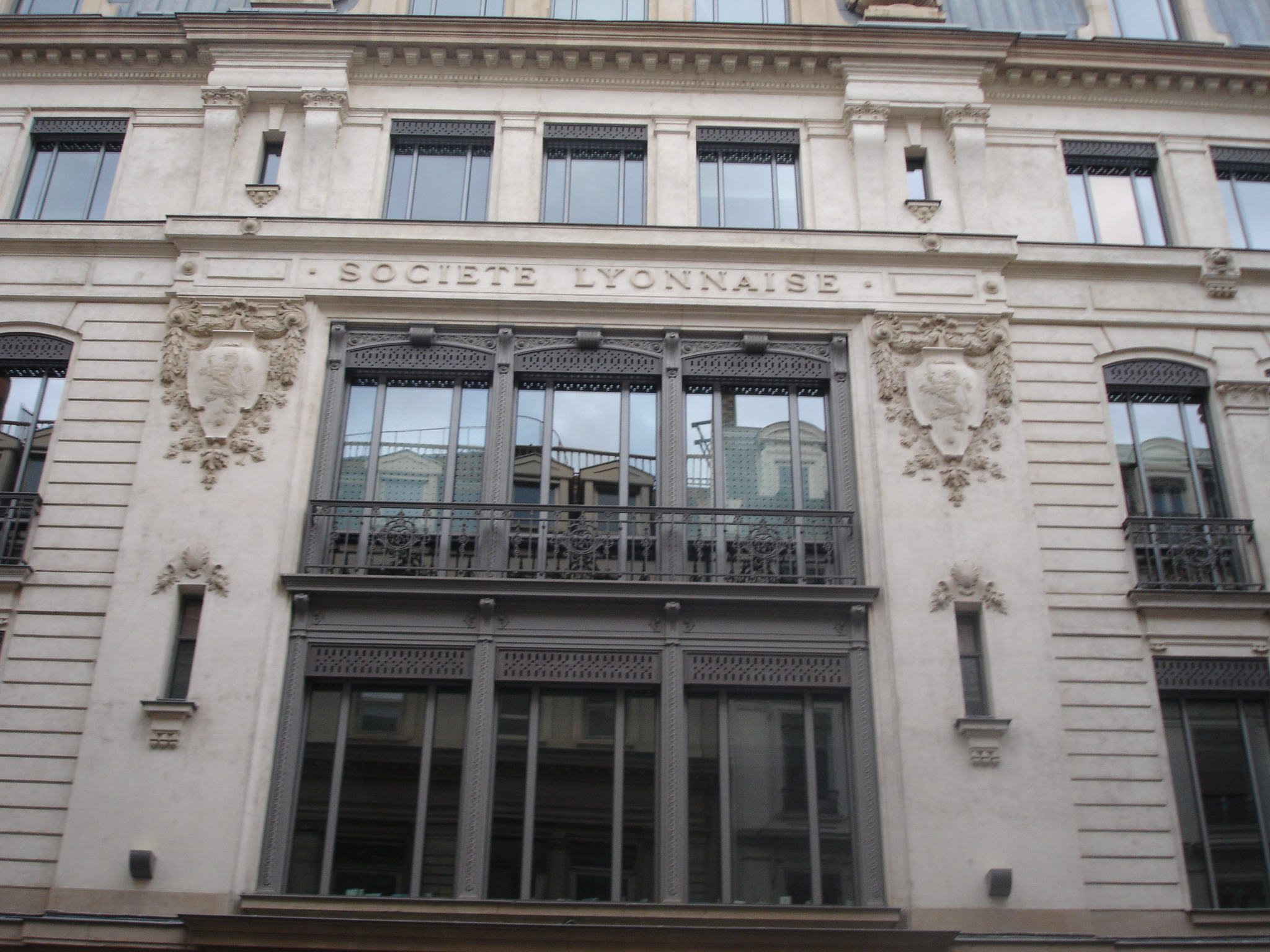
Société lyonnaise.